# Museu do Holocausto de Curitiba
Le Museu do Holocausto de Curitiba (en français, Musée de l'Holocauste de Curitiba) est un musée situé dans la ville de Curitiba, capitale de l'état Brésilien du Paraná,.
C'est le premier de ce thème au Brésil, afin de garder vivante la mémoire de la Shoah à travers le souvenir de ses victimes et de ses survivants.
Conçu par l'Associação de la Casa de Cultura de Beit Yaacov, le musée est construit sur une superficie d'environ 400 mètres carrés, à côté du centre israëlite du Paraná et de sa synagogue.
Le centre accueille environ 15 000 visiteurs par an. Ressources audiovisuelles sont utilisés pour raconter les évènements qui ont conduit à la Shoah, son imact et ses conséquences sur le peuple Juif. Une liste complète des noms des Justes Parmi les Nations est également mis en avant.
Le musée est conçu par Miguel Krigsner, président de l' Association Casa de Cultura de Beit Yaacov et fondateur du groupe de cosmétiques (en) O Boticário en partenariat avec Base7 Projetos Culturais.
Le musée ouvre en 2011 après plusieurs années de préparations. Les contributeurs de documents audiovisuels sont des institutions brésiliennes mais aussi étrangères qui s'intéressent à la préservation de la mémoire, à l'éducation et à la recherche liées à l'holocauste, dont le mémorial de Yad Vashem; le United States Holocaust Memorial Museum, l'USC Shoah Foundation Institute for Visual History and Education, le musée national Auschwitz-Birkenau, le Mémorial de la Shoah à Paris et l'Institut Culturel Soto Delatorre.

## Crédit d'auteurs
- (en) Cet article est partiellement ou en totalité issu de l’article de Wikipédia en anglais intitulé « Holocaust Museum in Curitiba » (voir la liste des auteurs).